# Amboise
Amboise (ɑ̃bwaːz) történelmi város Franciaország Indre-et-Loire megyéjében, a Centre-Val de Loire régióban. Lakóinak neve 'Amboisiens', 'Amboisiennes'. Lakosainak száma 13 132 fő (2022. január 1.). Amboise Chargé, Civray-de-Touraine, La Croix-en-Touraine, Dierre, Lussault-sur-Loire, Nazelles-Négron, Pocé-sur-Cisse, Saint-Martin-le-Beau, Saint-Règle és Souvigny-de-Touraine községekkel határos.

## Fekvése
A Loire folyó két partján fekszik.  Kastélya a déli oldalon, egy domb tetején helyezkedik el.

### Közlekedés
A város az A10 autópálya amboise-i kijáratától 10 km-re fekszik.
Amboise-nak vasútállomása van, ahonnan Párizs és Tours felé mennek vonalak.

## Története
Amboise gallo-román eredetű város. Latin neve ’Ambacia’.
496-ban Klodvig frank fejedelem és Alarik vizigót király békekötésének helyszíne volt.
Amboise ebben az időszakban jelentős átkelőhely volt, a Loire-on átvezető hídja révén.
Már vár is épült a folyó melletti dombon.
Amboise kastélya a 15. században került királyi tulajdonba, amikor VII. Károly elvette az Amboise grófoktól.
Itt lakott XI. Lajos, mielőtt felépítette Plessis-lés-Tours-i kastélyát, majd  a kastélyba költözött XI. Lajos felesége, Savoyai Sarolta francia királyné, és itt született 1470-ben fia, VIII. Károly. Károlynak kedvelt tartózkodási helye volt a kastély. 1494-es itáliai hadjárata során megismerkedett a reneszánsz stílussal.
Itáliai mesterembereket hozatott a városba és a kastélyt az olasz minta szerint átalakították és berendezték.
1498. április 7-én, az új kastély felavatásakor VIII. Károly a ’jeu de paume’ elnevezésű játékot indult megnézni. A lóháton érkező király nem hajtotta le a fejét, homlokát beütötte a szemöldökfába, kómába esett és még aznap meghalt.
Ezután unokaöccse, XII. Lajos, egy házassági szerződés értelmében feleségül vette az özvegy királynét, Anne de Bretagne-t. A kastélyt átengedte Louise de Savoie-nak, I. Ferenc anyjának. 1515-ben lépett trónra I. Ferenc király, akinek uralkodása alatt élte virágkorát a város. A király folytatta az épület átépítését. Itáliai hadjárata idején nagyon megkedvelte a reneszánsz művészetet, ezért 1516-ban meghívta udvarába a 64 éves Leonardo da Vincit és neki adományozta Clos Lucé udvarházát.
Leonardo Firenzéből magával vitte Franciaországba három festményét, köztük a Mona Lisát is. Ezért található a híres festmény ma a párizsi Louvre-ban. Leonardo három évig, 1519-es haláláig élt a Clos Lucé kastélyban. A mestert a kastély Szent Hubertus kápolnájában helyezték örök nyugalomra.
1547-től, I. Ferenc halálától a város hanyatlani kezdett. 1560-ban protestáns nemesek Condé herceg vezetésével összeesküvést szerveztek Guise herceg és a katolikusok ellen. El akarták rabolni az uralkodót, II. Ferencet, aki Amboise kastélyába menekült. Az összeesküvést leleplezték, ezután a katolikusok 1200 protestánst mészároltak le. A holttestek egy részét közszemlére tették, kiakasztották a kastély erkélyére. E tragédia után királyok már nem laktak Amboise-ban.
XIV. Lajos állami börtönnek használta az épületet. A francia forradalom idején a várkastélyt kisajátították.
Napóleon császár Roger Ducos-nak adományozta a kastélyt, akinek nem volt elég pénze az akkor már nagyon leromlott állagú épület renoválására, ezért egy részét lebontatta.
1872-től a kastély az Orléans-ház leszármazottainak tulajdonába került.

## Népesség
| Lakosok száma | 8625 | 10 857 | 10 982 | 12 691 | 13 246 | 13 119 | 12 610 | 12 533 | 12 569 | 13 132 |
|               | 1968 | 1982   | 1990   | 2006   | 2013   | 2015   | 2017   | 2019   | 2020   | 2022   |

## Nevezetességei
- Kastély (Château d’Amboise)
- Chapelle Saint Hubert
- Clos Lucé kastély
- Pagode de Chanteloup
- Max Ernst szökőkút

## Képgaléria

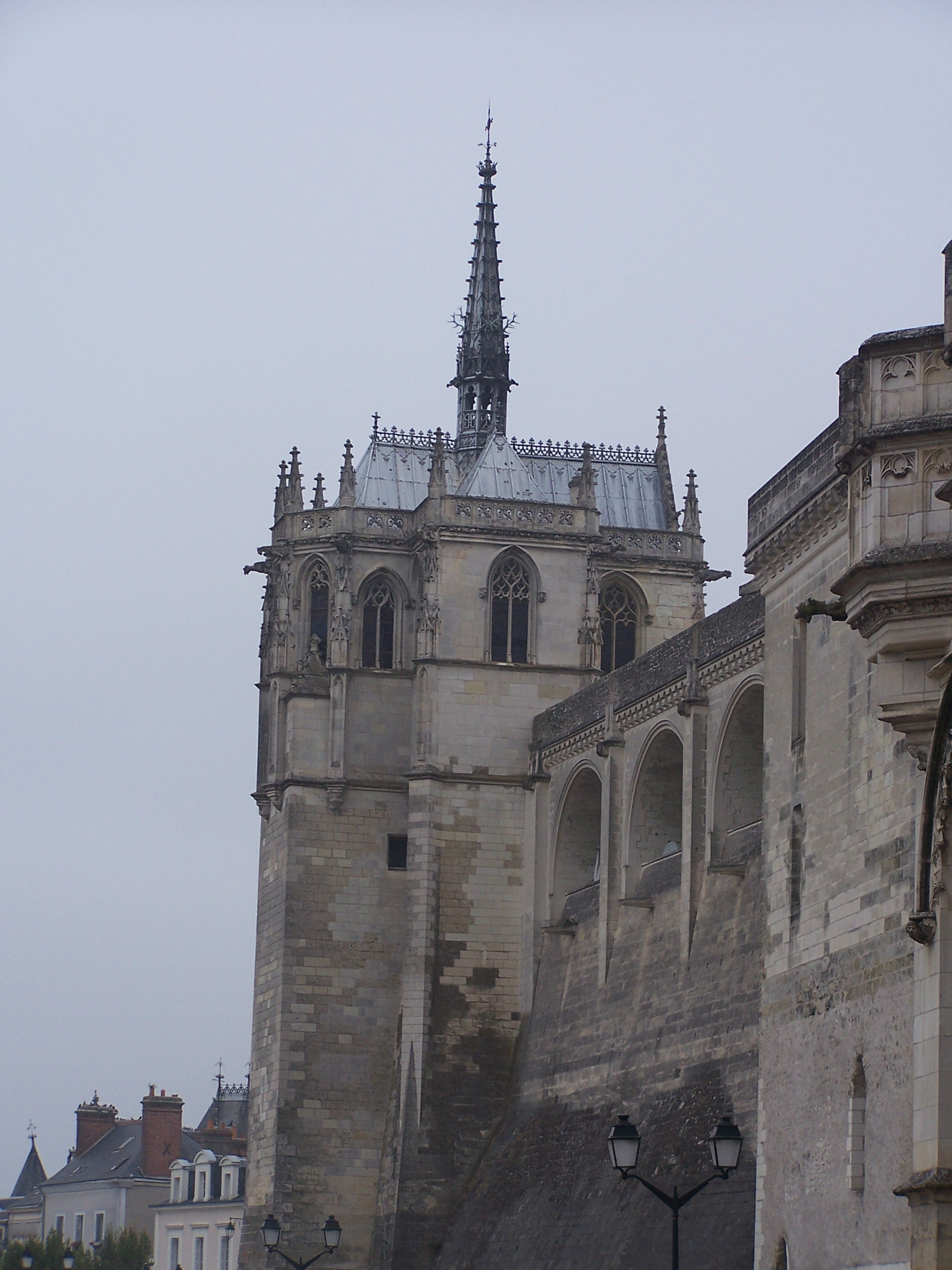
Saint Hubert kápolna
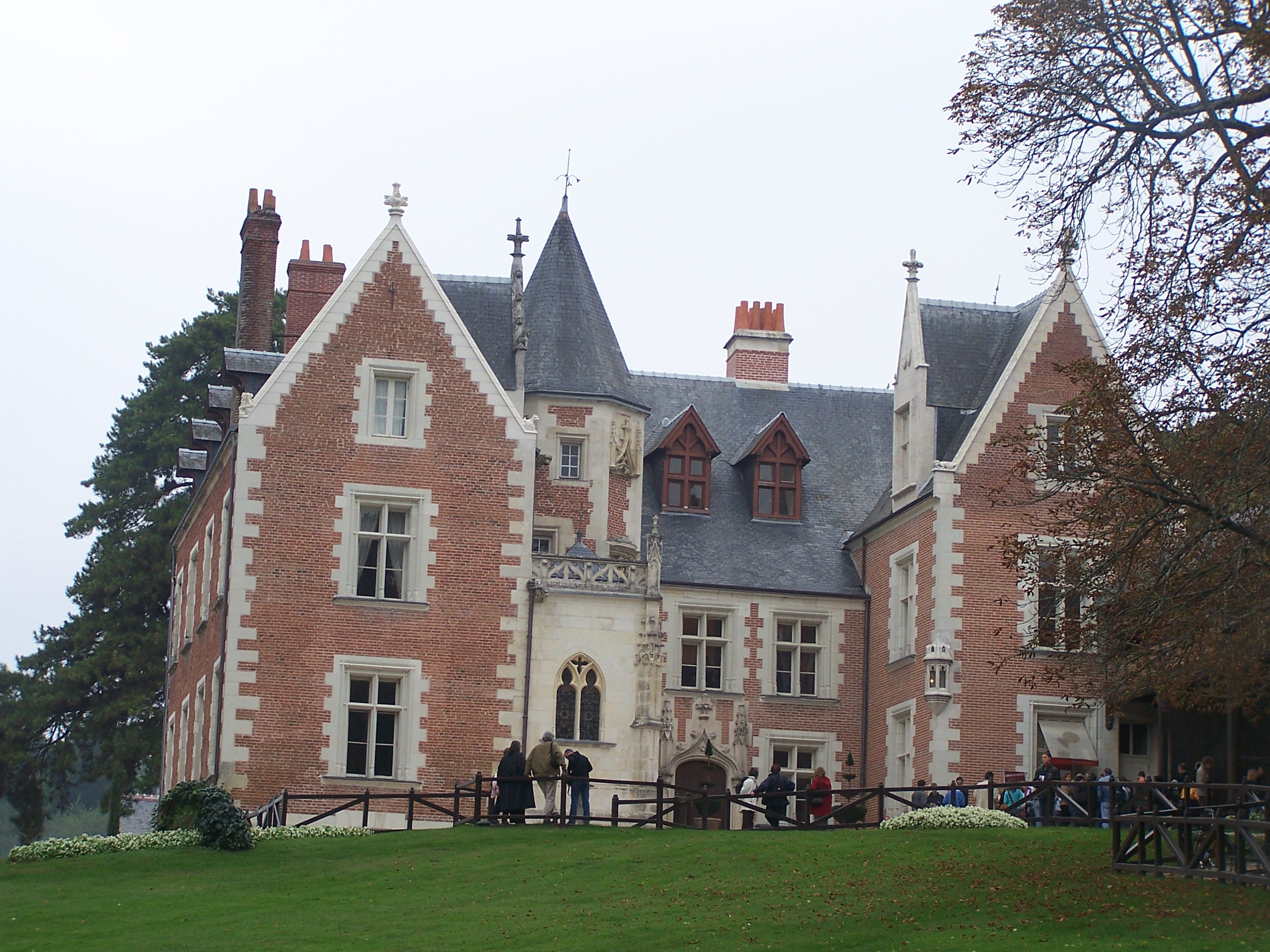
Clos Lucé kastély
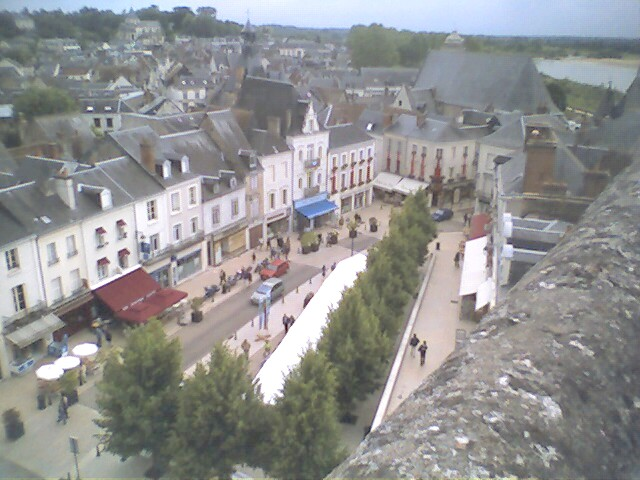
Amboise látképe a kastélyból
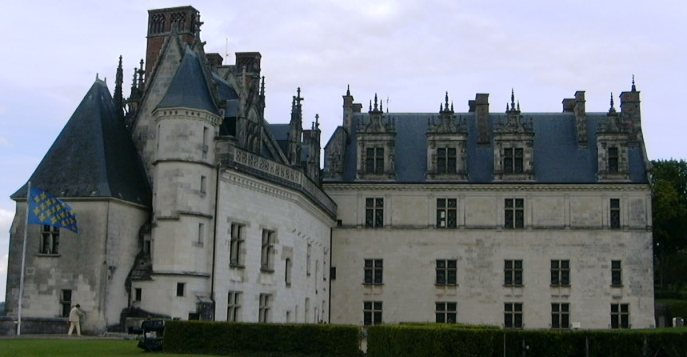
A kastély